# Сухоцкий, Валерий Владимирович
Валерий Владимирович Сухоцкий (19.02.1935-04.09.2020) — руководитель в сфере строительства, заслуженный строитель РСФСР (1989), лауреат Государственной премии РФ (1993).
Окончил Московский институт инженеров городского строительства (1957).
Работал в СУ-90 треста «Мосстрой-20» мастером, инженером, начальником управления. В 1960-е годы — заместитель председателя Ждановского райисполкома Москвы. Затем — управляющий трестом «Мосстрой-20».
С 1973 г. на руководящей работе в «Главмосстрое». С 1977 г. начальник треста «Промвентиляция». Со 2 июля 1982 по 12 ноября 1985 г. начальник Главмосстроя. Затем — снова начальник треста «Промвентиляция».
С 1988 г. заместитель председателя Московского строительного комитета при исполнительном комитете Московского городского Совета народных депутатов. С 5 февраля по 15 октября 1991 председатель Координационного совета по управлению строительством на территории г. Москвы.
С октября 1991 года первый заместитель руководителя департамента строительства Правительства Москвы Владимира Ресина. Позднее — начальник Управления архитектурного совета и предлицензионной подготовки и Управления координации строительства.
С 2001 г. на пенсии. Занимался бизнесом: учредил и возглавил строительную компанию «Т. К. Квадрат», а позднее — ещё несколько компаний (ЗАО «ПрофСЛ», и др.).
Заслуженный строитель РСФСР (1989). Лауреат Государственной премии РФ (1993) — за комплексное инженерное освоение городских территорий при массовой застройке жилого района «Крылатское».
Награждён орденами Трудового Красного Знамени (1976),  Дружбы народов (01.06.1993) и Почёта (06.10.1997).
Умер 04.09.2020 после тяжёлой продолжительной болезни. Похоронен на Троекуровском кладбище.